# 波多野郵便局
波多野郵便局（はたのゆうびんきょく）は奈良県山辺郡山添村にある郵便局。民営化前の分類では集配特定郵便局であった。

## 概要
住所：〒630-2399奈良県山辺郡山添村中之庄122-2

## 沿革
- 1874年（明治7年） - 中峰山（ちゅうぶさん）郵便取扱所として開設[1]。
- 1875年（明治8年）1月1日 - 五等郵便局になる[1]。
- 1885年（明治18年）10月1日 - 貯金業務開始[1]。
- 1886年（明治19年）4月26日 - 三等郵便局になる[1]。
- 1890年（明治23年）12月16日 - 為替業務を開始[1]。
- 1951年（昭和26年）8月1日 - 波多野郵便局に改称。
- 1986年（昭和61年）10月1日 - 郵便番号を518-12から630-23に変更。
- 1998年(平成10年) 10月1日 - 山添村中峰山1から山添村中之庄122-2へ移転。
- 2007年（平成19年）3月5日 - ゆうゆう窓口（郵便時間外窓口）を廃止し、配達センター局に移行。
- 2007年（平成19年）10月1日 - 民営化に伴い、併設された郵便事業奈良支店波多野集配センターに一部業務を移管。
- 2012年（平成24年）10月1日 - 日本郵便株式会社発足に伴い、郵便事業奈良支店波多野集配センターを波多野郵便局に統合。

## 取扱内容
- 郵便、印紙、ゆうパック、内容証明
- 貯金、為替、振替、振込、国債
- 生命保険、バイク自賠責保険
- 宝くじの販売
- ゆうちょ銀行ATM
- 山添村一部域と奈良市一部域（旧月ヶ瀬村域）の集配業務

### 風景印
- 図柄は木造阿弥陀如来立像、歴史民俗資料館。局名表記は「奈良 波多野」
- 使用開始日は1995年2月1日